# International Commerce Centre
International Commerce Centre (hrvatski: Međunarodni trgovinski centar; kineski: 環球貿易廣場, akronim: ICC) neboder je u Hong Kongu.

## Gradnja
Gradnja je započela 2002. godine, a dovršena je u 2010. godini. U rujnu 2009. godine nakratko je zaustavljena nakon što je u nesreći za vrijeme radova na dizalu poginulo 6 radnika. 

## Osnovne karakteristike
Sa svojih 118 katova i 484 m visine najviša je građevina Hong Konga. Zgrada se koristi za razne namjene: hotelski smještaj, uredski prostori, vidikovac, garaže za automobile te za razne prodajne prostore, kao što su butici i mnoge trgovine. Površina prostora iznosi 262.176 četvornih metara, a u zgradi je postavljeno ukupno 46 dizala.

## Galerija
- 2005. godina.
- 2007. godina.
- 2009. godina.
- 2009. godina.
- Cestovni prilaz tornju.
- Unutrašnjost tornja, ulaz.